# Gedrozija
Gedrozija je drevna pokrajina (satrapija) Perzijskog Carstva u Južnoj Aziji koja približno obuhvaća područje moderne pokrajine Baludžistan u Iranu i Pakistanu.
Gedrozija je suha i planinska regija na sjeverozapadnim obalama Indijskog oceana, odnosno Arapskog mora. Tijekom brončanog doba ljudi su naseljavali to područje uglavom oko oaza, dok su ostali stanovali uz morsku obalu. Stari Grci su ih imenovali Ichthyophagoi (grč. „oni koji jedu ribu“) prema perzijskom terminu Mahi khoran od kojeg potječe suvremeni naziv „Makran“.
Pokrajinu je najvjerojatnije osvojio perzijski kralj Kir Veliki (559. – 530. pr. Kr.), no danas ne postoje detaljne informacije o njegovim pohodima u Južnoj Aziji. Glavni grad Gedrozije bio je Pura, na kojem je kasnije vjerojatno izgrađen moderni Bampur, 40 km zapadno od Iranšahra.
Gedrozija je postala poznata u Europi nakon što ju je pokušao prijeći Aleksandar Makedonski čija je vojska zbog pustinjskih uvjeta doživjela velike gubitke. Nakon Aleksandrove smrti Seleuk I. Nikator bio je prisiljen sklopiti mir s Maurijskim Carstvom na način da je predao sve teritorije istočno od Hindukuša zamjenu za 500 slonova.
Neki povjesničari tvrdili su kako je perzijska satrapija Maka zapravo Gedrozija (grčko ime), a kao argument za svoje tvrdnje navodili su sličnosti imena Maka i Makran, što je istočniji dio Pakistana. Ipak, racionalnije je kako se Maka nalazi na području današnjeg Omana, koji se u antici nazivao Maketa.

## Vanjske poveznice
- Opća enciklopedija JLZ, I., 480., Zagreb, 1977.
- Gerdozija (Gerdosia), Livius.org, Jona Lendering  Arhivirana inačica izvorne stranice od 24. rujna 2013. (Wayback Machine)
- Gerdozija (enciklopedija Britannica)
- Darije: Četiri carske liste, Livius.org  Arhivirana inačica izvorne stranice od 2. lipnja 2009. (Wayback Machine)